# Zalesie-Pacuszki
Zalesie-Pacuszki – część wsi Zalesie-Lenki w Polsce, położona w województwie mazowieckim, w powiecie pułtuskim, w gminie Gzy.
W latach 1975–1998 Zalesie-Pacuszki administracyjnie należały do województwa ciechanowskiego.